# Josef Troyer (Offizier)

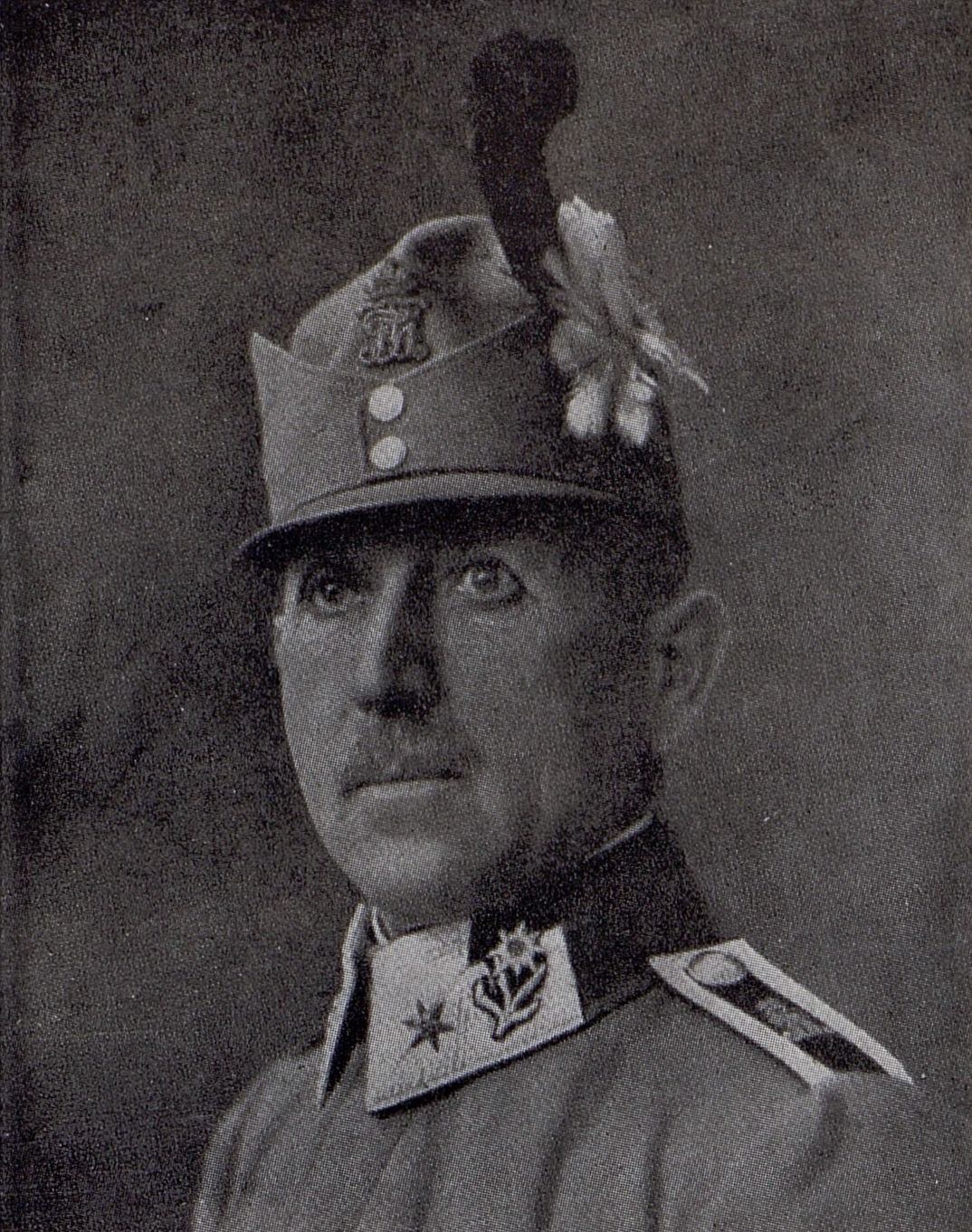
Troyer als Major

Josef Troyer (* 8. Dezember 1867 in Verona; † 5. Juli 1916 bei Kolomea, Galizien) war ein österreichisch-ungarischer Offizier und posthumer Träger des Ritterkreuzes des Militär-Maria-Theresien-Ordens.

## Offizierskarriere
Troyer trat 1887 in das Tiroler Jägerregiment ein und wurde nach zwei Jahren Leutnant der Reserve. Er wurde danach Berufsoffizier und kam zum Infanterieregiment Nr. 50 und diente sich hier bis zum Rang des Hauptmanns empor. 1907 erfolgte sein Übertritt in die Landwehr, wo er zum Kärntner Gebirgsschützenregiment Nr. 1 kam, einer Eliteeinheit, die als Kaiserschützen bezeichnet wurde. Mit diesem Regiment zog er in den Ersten Weltkrieg.

## Erster Weltkrieg
Im Juni 1915 war Troyer Major und Kommandant des 3. Bataillons und befand sich im Raum Kolomea in Galizien. Während der Schlacht am Porostyn vom 3. bis 8. Juni führte Troyer wegen Abwesenheit des Kommandanten das ganze Regiment. Troyer führte seine drei Bataillone zum Gegenangriff gegen die russischen Truppen, während die anderen Verbände zurückwichen. Am zweiten Tag der Schlacht verlor er den Kontakt zu den Kommandostellen. Später erhielt er den Befehl zum Rückzug. Er verblieb aber in seinen Stellungen am Porostyn und leistete den angreifenden russischen Verbänden in Stärke von 64 Kompanien (entspricht etwa 26 Bataillonen) Widerstand und konnte so den russischen Angriff zum Stehen bringen. Bis zum Ende der Angriffe am sechsten Tag verlor das Regiment 30 Offiziere und 600 Mann, was etwa fünfzig Prozent seines Bestandes war. Troyer erhielt daraufhin den Beinamen Der Eiserne Major.

1916 waren die Kaiserschützen während der Brussilow-Offensive wiederum im Raum Kolomea im Einsatz. Troyer stieß dabei mit seinem 3. Bataillon in den Karpaten über den Fedorynczyn vor und wurde dabei in heftige Kämpfe verwickelt. Am 5. Juli, während einer Kampfpause, gingen Oberst Artur Edler von Schuschnigg und Major Troyer den Frontabschnitt ihres Regiments ab. Dabei wurde Troyer von Schüssen eines russischen Scharfschützen getroffen, eine Kugel durchtrennte seine Halsschlagader. Trotz Erster Hilfe durch den Sanitätsfähnrich Hermann Knaus verstarb Troyer. Er wurde in Nadworna begraben.

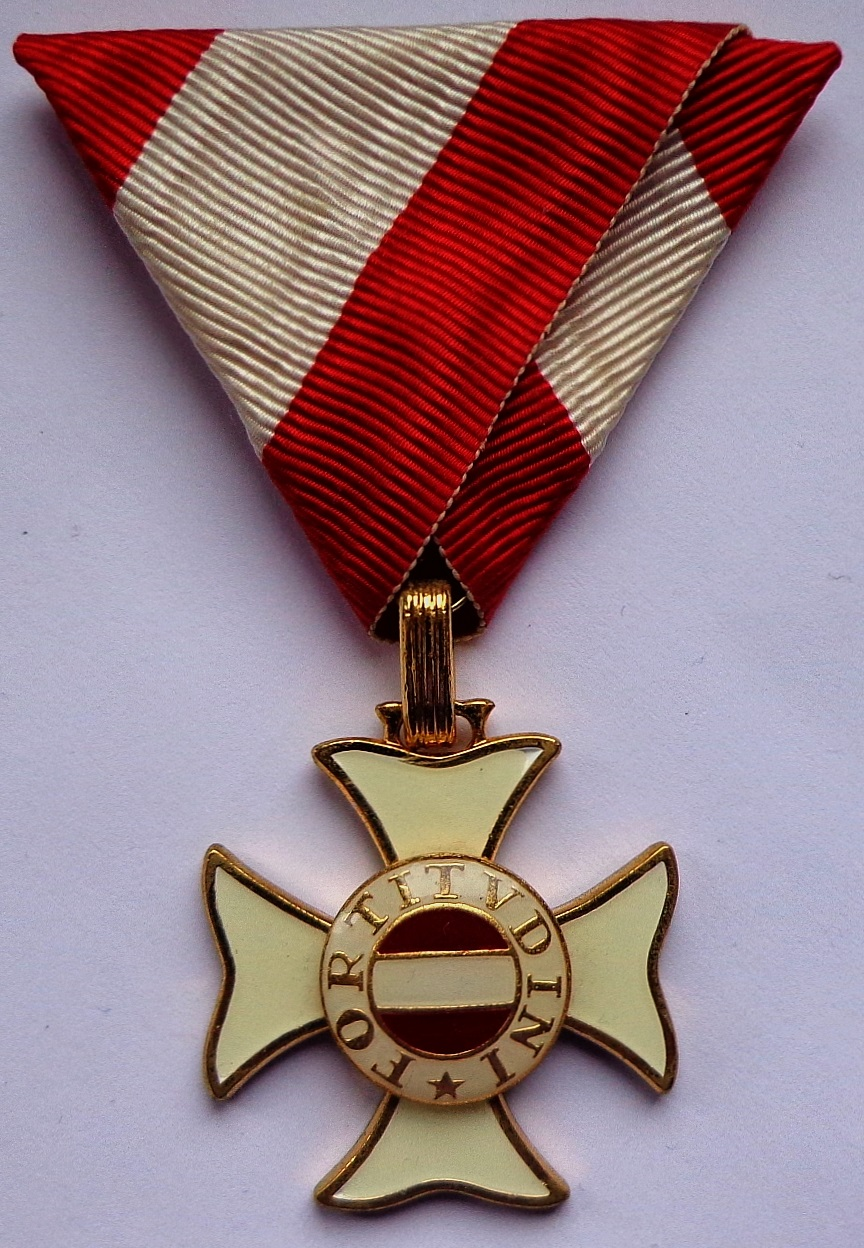
Ritterkreuz des Militär-Maria-Theresien-Ordens

Er wurde am 5. Oktober 1916 posthum zum Oberstleutnant befördert. Am 25. Oktober 1925, nach Ende des Weltkrieges und bereits in der Ersten Republik, wurde ihm das Ritterkreuz des Militär-Maria-Theresien-Ordens zuerkannt. 1926 wurden seine sterblichen Überreste exhumiert und am Friedhof von Hermagor, seinem Heimatort, beerdigt. Seit 1928 ziert das Grab eine Bronzetafel mit dem Relief Troyers, die von Josef Valentin Kassin geschaffen wurde. 1986 erhielt der Ausmusterungsjahrgang der Theresianischen Militärakademie den Namen Major Troyer.